# Schismus scaberrimus
Schismus scaberrimus är en gräsart som beskrevs av Christian Gottfried Daniel Nees von Esenbeck. Schismus scaberrimus ingår i släktet fransgrässläktet, och familjen gräs. Inga underarter finns listade i Catalogue of Life.